# Hrabstwo Fayette (Ohio)
Hrabstwo Fayette (ang. Fayette County) – hrabstwo w stanie Ohio w Stanach Zjednoczonych. Obszar całkowity hrabstwa obejmuje powierzchnię 407,09 mil2 (1 054,33 km²). Według danych z 2010 r. hrabstwo miało 29 030 mieszkańców. Hrabstwo powstało 1 marca 1810 roku i nosi imię Marie J. de La Fayettea - generał w wojnie o niepodległość Stanów Zjednoczonych.

## Sąsiednie hrabstwa
- Hrabstwo Madison (północ)
- Hrabstwo Pickaway (północny wschód)
- Hrabstwo Ross (południowy wschód)
- Hrabstwo Highland (południe)
- Hrabstwo Clinton (południowy zachód)
- Hrabstwo Greene (północny zachód)

## Miasta
- Washington Court House

## Wioski
- Bloomingburg
- Greenfield
- Jeffersonville
- Milledgeville
- Octa

## CDP
- Good Hope
- Pancoastburg